# Mudukulathur
Mudukulathur is een panchayatdorp in het district Ramanathapuram van de Indiase staat Tamil Nadu. 

## Demografie
Volgens de Indiase volkstelling van 2001 wonen er 13.130 mensen in Mudukulathur, waarvan 50% mannelijk en 50% vrouwelijk is. De plaats heeft een alfabetiseringsgraad van 71%. 